# 奧茨維爾 (印第安納州)
奧茨維爾（英語：Oatsville）是位於美國印地安納州吉布森縣的一個非建制地區。

## 歷史
1876年，當地的一个邮局開業。1903年，該郵局停业。